# Thomas Randolph (1er comte de Moray)
Pour les articles homonymes, voir Thomas Randolph.
Thomas Randolph († 20 juillet 1332, Musselburgh), 1er comte de Moray (1312-1332), est un aristocrate et soldat écossais qui est régent d'Écosse de 1329 à 1332.

## Biographie

### Parenté
Thomas Randolf ainsi que jules et,que le roi Robert Ier d'Écosse désignait comme « Thoma Randulp comte Moraviae nepote nostro », est considéré comme le fils de Thomas Randolph de Stichill dans le Roxburghshire, chambellan d'Écosse, et de Martha une fille de Margaret de Carrick et de son premier époux Adam de Kilconquhar, un arrière-arrière-petit-fils de Donnchad I de Fife,,.
Une ancienne hypothèse en faisait le fils du même Thomas Randolph et d'Isabelle Bruce une fille de Robert VI Bruce et d'une seconde épouse inconnue. Toutefois une naissance aussi tardive, après 1292, n'est guère cohérente avec son activité ultérieure.

### Guerre d'indépendance
Thomas Randolph est un des fidèles de la première heure de Robert Ier Bruce. Présent à son couronnement à Scone, le 25 mars 1306, il devient seigneur de Nithsdale (1306-1312). Le roi lui délègue ses pouvoirs dans le nord de l'Écosse d'abord comme lieutenant avant de l'établir comme grand baron régional en le nommant entre le 12 avril et le 29 octobre 1312 comte de Moray. Ce nouveau fief intègre les seigneuries de Badenoch et de Lochaber confisquées à la famille Comyn. L'année suivante Thomas Randolph reçoit également le titre de seigneur de l'île de Man. Le 14 mars 1314 il prend d'assaut la citadelle d'Édimbourg.
Lors de la bataille de Bannockburn, il commande l'aile gauche de l'armée de Robert Ier. Son action pendant le combat à la tête des piquiers est décisive Les deux années suivantes en 1315/1317 il participe à l'expédition d'Édouard Bruce en Irlande et revenu en Écosse il capture Berwick par surprise le 8 avril 1318.
Le 12 avril 1316 il est le témoin de la donation du roi des revenus d'une ferme du Perthshire aux franciscains de Perth. En juin 1318, Thomas Randolph est avec le roi Robert Ier et James Douglas excommunié lorsque le royaume d'Écosse est mis en Interdit par le pape.
Après la mort de l'héritier présomptif de la couronne Édouard Bruce tué en Irlande, Thomas Randolph comme James Douglas deviennent les principaux lieutenants du roi dans les opérations militaires. Le 3 décembre 1318 il est désigné comme futur Régent pour le compte du jeune Robert Stuart le petit-fils du roi par sa fille Marjorie, en cas d'extinction en ligne masculine de la Maison de Bruce.
Le 12 septembre 1319 toujours associé à James Douglas il ravage le Northumberland et met en fuite les troupes de l'archevêque d'York.
Comme James Douglas, il fait partie du premier cercle des fidèles du roi qui bénéficie de ses largesses et on le retrouve parmi les signataires de la Déclaration d'Arbroath du 6 avril 1320. Le 14 octobre 1322, il participe à la bataille d'Old Byland qui chasse définitivement les forces anglaises d'Écosse.
Pendant l'été 1325, il est à Paris pour négocier les termes du traité de Corbeil qui sera approuvé par le roi Charles IV de France en mai 1326 et par Robert Ier en juillet suivant. Fort de cet appui de la cour capétienne, il se rend également auprès du pape Jean XXII à Avignon pour négocier la réhabilitation de Robert Ier.
Pendant l'ultime campagne de Robert Ier Bruce en Northumberland à Pâques 1327, Thomas Randolph, James Douglas et Donald, comte de Mar, pénètrent dans le nord de l'Angleterre. Le gouvernement d'Édouard III d'Angleterre, humilié par cette action, accepte de composer et le 17 mars 1328, le traité d'Édimbourg-Northampton reconnaît enfin la souveraineté de l'Écosse et la légitimité de Robert Ier.

### Régent d'Écosse
Avant de mourir en 1329, Robert Ier le désigne comme régent de son jeune fils David II Bruce avec comme successeur éventuel James Douglas. Malheureusement ce dernier est tué en Espagne à Tena de Ardales en 1330 pendant qu'il était en route pour transporter selon son vœu le cœur du défunt roi Robert Bruce en Terre sainte.
Thomas Randolph meurt le 20 juillet 1332 à Musselburgh alors qu'il établissait les plans de défense du royaume contre l'invasion d'Édouard Balliol et des héritiers des seigneurs dépossédés.

## Union et postérité
Thomas Randolph avait épousé Isabelle Stuart, dame de Gailies, fille de John Stuart de Bonkyl, dont :
- Thomas Randolph, 2e comte de Moray, tué le 12 août 1332 à la bataille de Dupplin Moor ;
- John Randolph, 3e comte de Moray, tué le 17 octobre 1346 à la bataille de Neville's Cross ;
- Agnes Randolph, cohéritière de Moray, épouse vers 1320 Patrick (V), comte de Dunbar (ou March) († 1368).
- Isabelle Randolph, cohéritière de Moray, épouse,  Sir Patrick Dunbar  († 1357), un cousin de son beau-frère. Leur fils Georges (I), devient 10e comte de Dunbar (ou March).

### Sources
- (en) G.W.S. Barrow, Robert Bruce and the Community of the Realm of Scotland, Edinburgh, E.U.P 4e édition, 2005, 531 p. (ISBN 9-780748-620227).
- (en) Michael Brown, The Wars of Scotland 1214~1371, Edinburgh, Edinburgh University Press, coll. « The New Edinburgh History of Scotland » (no 4), 2004, 379 p. (ISBN 0748612386).
- (en) John L. Roberts, Lost Kingdoms Celtic scotland and the Middle Ages, Edinburgh, Edinburgh University Press, 1997, 230 p. (ISBN 0748609105).